# APC (gen)

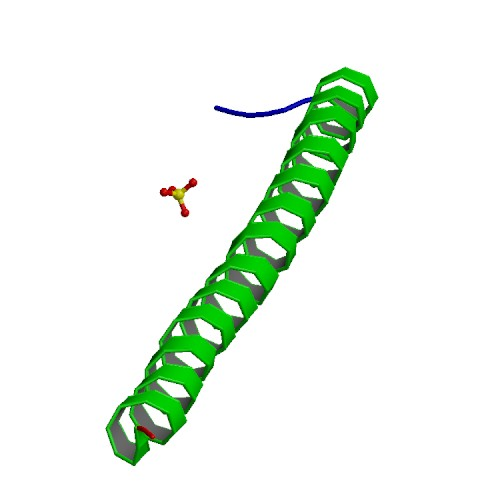

APC (Adenomatous Polyposis Coli – gruczolakowata polipowatość okrężnicy) – gen kodujący u człowieka białko APC.

## Gen
Gen APC znajduje się na chromosomie 5 w regionie q21 i zawiera 21 eksonów.
Charakterystyczną cechą genu APC jest występowanie dużego eksonu 15, obejmującego ponad 70% sekwencji kodującej.

## Alternatywne transkrypty genu
Produktem transkrypcji jest mRNA o długości 8538 nukleotydów. Pierwsze eksony genu mogą tworzyć specyficzne tkankowo alternatywne transkrypty, np. w tkance mózgu występuje produkt genu APC, którego kodon startowy znajduje się w eksonie BS (brain specific). Alternatywne składanie genu ma związek z regulacją aktywności białka APC; przypuszczalnie pełni ono wiele różnych funkcji w komórce, tym bardziej, że dotyczy ponad 75% eksonów.

## Budowa białka
Pełnej długości białko APC składa się z 2843 aminokwasów i występuje w cytoplazmie oraz w jądrze komórkowym. W białku APC wyodrębniono kilka funkcjonalnych domen. Domena zasadowa obejmuje aminokwasy 2200-2400. N-koniec białka (aminokwasy 1-171) bierze udział w oligomeryzacji cząsteczek białka. Białko APC posiada dwa miejsca wiązania α-kateniny: we fragmencie obejmującym trzy piętnastonukleotydowe powtórzenia 1020-1169 i w regionie dwudziestoaminokwasowych powtórzeń między 1324-2075. Wiązanie z mikrotubulami odbywa się za pomocą fragmentu obejmującego aminokwasy 2130-2483. Aminokwasy 2560-2843 są miejscem wiązania z białkiem EB1, a aminokwasy
2771-2843 wiążą się z białkiem DLG.

## Funkcje białka
Ekspresję genu stwierdzono we wszystkich tkankach. Szereg białek wchodzi w interakcję z białkiem APC. Niektóre z nich to:
- białko DLG
- białko mikrotubul
- GSK-3
- α-katenina
- β-katenina
- p34
- Tid56
- auksyna.

Białko APC bierze udział w regulacji wielu procesów w komórce, obejmujących podział, migrację, adhezję i różnicowanie komórek. Nie określono regionu związanego z procesem apoptozy. W komórkach śluzówki jelita grubego produkt genu APC o masie 300 kDa uczestniczy w kontaktowym hamowaniu wzrostu komórek.